# Lauren Etame Mayer
Laureano »Lauren« Bisan-Etame Mayer, kamerunski nogometaš, * 19. januar 1977, Kribi, Kamerun.
Sodeloval je na nogometnemu delu poletnih olimpijskih iger leta 2000.